# سیارک ۲۵۱۹۸
سیارک ۲۵۱۹۸ (به انگلیسی: 25198 Kylienicole، نامگذاری:1998SC138) بیست و پنج هزار و صد و نود و هشتمین سیارک کشف شده‌است که در ۲۶ سپتامبر ۱۹۹۸ کشف شد.
قدر مطلق سیارک برابر ۱۷.۰ است.